# Akıncılar
Les Akıncılar (prononcé [ɑk.ɯn.d͡ʒɯ.ɫɑɾ]; "Raiders") sont une milice islamiste créée en 1976, active en Turquie dans les années 1970. Elle est une émanation du Parti du salut national.

## Histoire
Elle a été fondée à Ankara le 12 décembre 1975 par un groupe d'étudiants universitaires sous la direction de Tevfik Rıza Çavuşoğlu, dans le but de transformer la Turquie en un État islamique. Ils ont été considérablement influencés par la révolution iranienne. Les Raiders ont rapidement augmenté pour s'élever à plus de 1 200 succursales à travers la Turquie. Il faisait partie du MSP et est ensuite devenu une organisation indépendante après la fermeture du MSP. Plus tard, le Commandement de la loi martiale d'Ankara a fermé l'organisation des pillards, bien qu'il ait continué à défier toutes les fermetures en opérant sous terre et par le biais d'organisations rebaptisées. Les Raiders avaient à la fois des membres turcs et kurdes, bien qu'ils soient devenus la majorité turque après que beaucoup de ses Kurdes aient changé leur allégeance au Hezbollah kurde après sa fondation, et aient commencé à se battre dans l'insurrection. Contrairement aux Raiders, le Hezbollah kurde voulait atteindre ses objectifs par la violence, et a fait du takfir, et étaient beaucoup plus stricts,. Les Raiders ont de nombreuses organisations affiliées, telles que le Raider Scholar Union, une faction pour les employés (AK-Mem), la Raider Sportsmen Organization et Raider Workers (AK-İş). Depuis 2011, les Raiders sont dirigés par Fahri Çinar. L'idéologie des Raiders est Millî Görüş, le panislamisme, l'anticommunisme, l'antifascisme et l'antisalafisme,. Les Raiders s'opposent au nationalisme turc et plaident en faveur d'un patriotisme doux, dans une mesure où il ne provoque pas de haine entre les gens. Ils affirment également que le nationalisme et le fascisme sont des idéologies du monde occidental et n'ont pas leur place en Turquie ou dans les nations islamiques. Les Raiders ne sont pas seulement anti-sionistes, mais aussi antisémites.
Les Raiders ont également eu un conflit avec les idéalistes (MHP, BBP). Parce que les Raiders n'étaient pas d'accord avec le nationalisme fanatique extrême des idéalistes, les idéalistes ont commencé à les appeler "communistes verts" malgré la haine connue des Raiders pour le communisme. Tout au long des années 1970, les Raiders se sont souvent engagés dans la violence avec les idéalistes. À Mersin, pendant la violence, un groupe de pillards s'est battu avec des idéalistes dans une mosquée, ce qui a fait que de nombreux idéalistes ont été ensanglés et ont eu des cicatrices à vie. Dans les écoles, les élèves de Raider provoquaient souvent les élèves idéalistes en essayant de réfuter leur idéologie islamiste-nationaliste et en leur posant des questions controversées telles que "S'il y avait un événement et que vous deviez donner du sang à l'un des deux, choisiriez-vous un Turc non-musulman ou un musulman non-turc ?", ce qui irriterait les étudiants idéalistes, qui affirmaient que le seul travail des Raiders était de causer des problèmes. En 1977, un Raider avait également menacé un propriétaire de magasin idéaliste dans la rue en disant "avez-vous déjà goûté à une balle musulmane ?". En 1978, un groupe de Raiders battait brutalement un jeune idéaliste devant une mosquée, ce qui a amené un autre passant idéaliste à les arrêter, ce qui a conduit à une fusillade entre les deux parties jusqu'à ce que la police intervienne. Un groupe de Raiders est sorti plus tard de leur bâtiment, situé en face de la mosquée, et a commencé à tirer sur les idéalistes, transformant la rue en un "champ de bataille". Les Raiders ont critiqué les idéalistes, en disant "peu importe d'où vient l'idée de nationalisme, peu importe qui l'accepte ; elle est fragmentaire, diviseure. Il oppose les musulmans appartenant à différentes races les uns aux autres. L'islam, d'autre part, est le rassembleur et l'unificateur". Après l'assassinat de Metin Yüksel, les Raiders ont qualifié les idéalistes de "munafiqeen racistes, qui sont le produit fasciste de l'impérialisme", se référant probablement à l'expérience de travail d'Alparslan Türkeş avec les États-Unis.
Recep Tayyip Erdoğan était membre des Raiders pendant sa jeunesse, et après son arrivée au pouvoir en Turquie, les Raiders étaient plus libres de faire leurs activités, et une grande partie de la stigmatisation qui leur était associée au cours des années précédentes a été supprimée.
Le 23 août 1980, des soldats turcs ont tenté de piller un camp appartenant à l'organisation de jeunesse des Raiders, "Akıncı Gençler Derneği" (Raider Youth Organization) à Kayseri. Les soldats turcs ont été reçus par des coups de feu, mais ils ont réussi à entrer dans le camp. La recherche a révélé cinq armes de poing, quatre fusils de chasse, des munitions et de la dynamite. Les bannières du camp avaient des inscriptions telles que "Charia ou mort !" Et "Chaque Raider est comme une balle. Nous établirons l'État islamique."